# Deutsche Zeitung (São Paulo)
Die Deutsche Zeitung erschien in São Paulo von 1897 bis 2015. Sie war die auflagenstärkste deutschsprachige Zeitung in Brasilien.

## Geschichte
Am 12. Juni 1897 erschien die erste Ausgabe der Deutschen Zeitung in São Paulo. Der verantwortliche Redakteur war der Rechtsanwalt Dr. Johann Paul Lehfeld.
1900 (oder 1907) übernahm der österreichischstämmige Rudolf Troppmair die Herausgabe.
Die Deutsche Zeitung erschien zunächst wöchentlich, später als Tageszeitung. Sie enthielt Nachrichten aus der Region und der Welt sowie zu vielen weiteren Themen.
1915 wurde sie als erste in Brasilien mit Rotationsmaschinen hergestellt.
1935 war die Deutsche Zeitung mit einer Auflage von 18.500 Exemplaren werktags und 21.000 bis 22.000 am Wochenende die auflagenstärkste deutschsprachige Zeitung in Brasilien.
Ab Anfang 1942 wurde sie seltener herausgegeben, später als Deutsche Zeitung. Jornal alemão zweisprachig, halbmonatlich, dann monatlich. In dieser Zeit hatte sie keine größere Bedeutung mehr.
Im Juli 2015 erschien die letzte Ausgabe.
Chefredakteure
- Johann Paul Lehfeld, 1897–?
- Rudolf Troppmair, 1900/1907–nach 1934
- Egon von Weidebach, 1977–?